# Mark Lane (Autor)

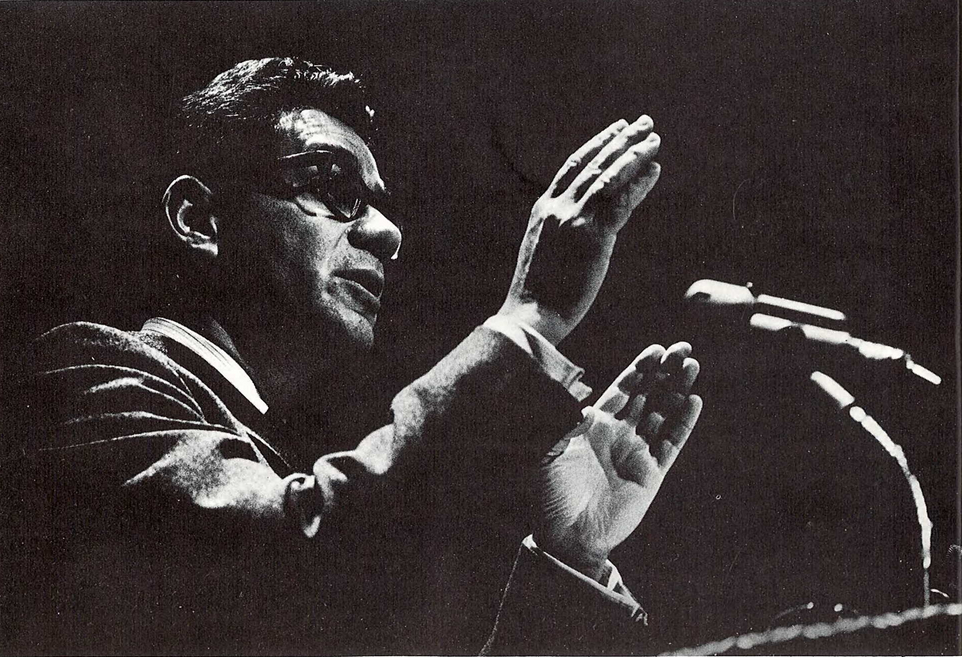
Mark Lane in Ann Arbor (1967)

Mark Lane (eigentlich: Mark Levin; * 24. Februar 1927 in der Bronx, New York; † 10. Mai 2016 in Charlottesville, Virginia) war ein US-amerikanischer Anwalt, Abgeordneter der New York State Assembly, Bürgerrechtler und Buchautor. Er wurde vor allem mit Veröffentlichungen zum Attentat auf John F. Kennedy bekannt.

## Frühe Karriere
Mark Lane, eigentlich Mark Levin, wurde als Sohn von Harry Arnold und Elizabeth Levin geboren, die ihren Namen kurz darauf in Lane änderten, und wuchs in Brooklyn auf. Nach dem Zweiten Weltkrieg diente er in der US Army. Anschließend besuchte er die Long Island University und erhielt 1951 einen Bachelor of Laws von der Brooklyn Law School.
Als Jurastudent war Lane Verwaltungsassistent der National Lawyers Guild und organisierte eine Spendenaktion im New Yorker Rathaus, bei der der Folksänger Pete Seeger mitwirkte. 
Nach seiner 1951 erfolgten Zulassung als Rechtsanwalt gründete Lane eine Praxis bei Seymour Ostrow in East Harlem. Ende der 1950er Jahre löste sich die Partnerschaft auf. 
Im Jahr 1959 half Lane bei der Gründung der Reformdemokraten-Bewegung innerhalb der New Yorker Demokratischen Partei. Er wurde 1960 mit Unterstützung von Eleanor Roosevelt und dem Präsidentschaftskandidaten John F. Kennedy in die New Yorker Legislative gewählt. 1961 bis 1962 war er Abgeordneter der New York State Assembly für den 10. Bezirk von New York County, der East Harlem und Yorkville umfasst, wo Lane wohnte.
In der Legislaturperiode verbrachte Lane viel Zeit damit, sich für die Abschaffung der Todesstrafe einzusetzen. Lane versprach, nur für eine Amtszeit zu dienen und dann die Kampagne für seinen Nachfolger zu leiten – was er auch tat. Im Juni 1961, während der Bürgerrechtsbewegung, war Lane der einzige amtierende Abgeordnete, der wegen seines Widerstands gegen die Rassentrennung festgenommen wurde. 1962 kandidierte er erfolglos für den Kongress. Bei den Präsidentschaftswahlen 1968 trat Lane als Kandidat der Freedom and Peace Party, einen Ableger der Peace and Freedom Party, für die Vizepräsidentschaft an – zusammen mit Dick Gregory.

## Kennedy-Attentat
Vier Wochen nach der Ermordung Kennedys am 22. November 1963 veröffentlichte Lane einen Artikel im National Guardian, der sich eingehend mit 15 Fragen zu Äußerungen von Amtsträgern zu den Morden an J. D. Tippit und John F. Kennedy aus Sicht der Verteidigung befasste. Die Aussagen betrafen: 
- die Zeugen, die behaupteten, Lee Harvey Oswald im sechsten Stock des Texas School Book Depository gesehen zu haben;
- den Paraffintest, der Lane zufolge darauf hinwies, dass Oswald in letzter Zeit gar kein Gewehr abgefeuert hatte;
- die widersprüchlichen Behauptungen über das Gewehr, bei dem es sich zunächst, wie die Polizei in Dallas bezeugte, um eine deutsche Mauser handelte, später aber angeblich um eine italienische Mannlicher-Carcano mit kleinerem Kaliber;
- die Ärzte des Parkland Memorial Hospitals, die eine Eintrittswunde im Hals feststellten, und
- die Rolle des FBI und der Presse, die Oswald verurteilten, bevor seine Schuld oder Unschuld bewiesen werden konnte.

Angetrieben durch Mark Lanes Kritik gründete der britische Philosoph Bertrand Russell im Juni 1964 das „Who Killed Kennedy Committee“, für das er mehrere prominente Landsleute gewann, darunter den Politiker Michael Foot, die Frau des Politikers Tony Benn, den Verleger Victor Gollancz, die Schriftsteller John Arden und John Boynton Priestley sowie den Geschichtsprofessor Hugh Trevor-Roper. 
Am 6. September 1964, noch vor der Veröffentlichung des Berichts der Warren-Kommission, publizierte Russell einen äußerst kritischen Artikel, in dem er „16 Fragen zum Attentat“ darlegte und den Fall Oswald mit der Dreyfus-Affäre im Frankreich des späten 19. Jahrhunderts verglich, in der der Staat einen unschuldigen Mann zu Unrecht verurteilt hatte. Russell kritisierte auch die amerikanische Presse dafür, dass sie alle kritischen Stimmen gegenüber der offiziellen Version nicht beachtete.
1975 wurde Lane Direktor der Citizens Commission of Inquiry (CCI), die die Richtigkeit der offiziellen Berichte über die Ermordung in Frage stellte.

## Warren-Kommission
Lane beantragte bei der Warren-Kommission, die Interessen Oswalds zu vertreten, doch lehnte die Kommission seinen Antrag ab. Drei Monate später ernannte die Kommission Walter E. Craig, Präsident der American Bar Association, um die Interessen Oswalds zu vertreten. Craig selbst gab an, dass er Oswald nicht beratend zur Seite stand. Offizielle Aufzeichnungen weisen auch nicht darauf hin, dass Craig oder seine Mitarbeiter selbst Zeugen benannt, ins Kreuzverhör genommen oder befragt haben. Lane suchte weiter nach Hinweisen für Oswalds Unschuld. Er wurde vor die Kommission gerufen, um auszusagen, durfte aber keine Zeugen ins Kreuzverhör nehmen.

## Rush to Judgement
1966 veröffentlichte Mark Lane eine Anklageschrift zum Bericht der Warren-Kommission mit dem Titel Rush to Judgement, in dem er die Interviews und Beweise aus den 26 Bänden des Berichts verwendete. Obwohl ein Großteil des Materials aus dem Warren-Report selbst stammte, fand sich in den USA kein Verlag für das Buch, so dass es schließlich in London erschien. Das Buch wurde sofort zu einem Bestseller und stand 29 Wochen auf der Bestsellerliste der New York Times. Es diente 1966 als Basis eines Dokumentarfilms.
Das Buch kritisiert ausführlich die Arbeit und Schlussfolgerungen der Warren-Kommission. Lane hinterfragt unter anderem die Schlussfolgerung der Warren-Kommission, dass drei Schüsse aus dem Texas School Book Depository abgefeuert wurden, und konzentriert sich auf die Zeugen, die berichtet hatten, dass sie Schüsse von der grasbewachsenen Anhöhe in Dealey Plaza gesehen oder gehört hatten. Lane fragt, ob Oswald kurz nach dem Kennedy-Mord des Mordes an dem Polizisten J. D. Tippit schuldig war. Lane bemerkte auch, dass keiner der Waffenexperten der Warren-Kommission in der Lage war, Oswalds angebliche Schießleistung nachzuahmen.

## Andere Bücher zu diesem Thema
Lane schrieb später A Citizen's Dissent, in dem er seine Reaktion auf die Regierungsergebnisse der Warren-Kommission zum Kennedy-Attentat dokumentierte. Er schrieb auch das erste Drehbuch zum Spielfilm Unternehmen Staatsgewalt von 1973 mit Burt Lancaster und Robert Ryan. Lane behauptete in seinem 1991 erschienenen Buch Plausible Denial, dass er nur am ersten Entwurf des Drehbuchs gearbeitet habe, der letztendlich Dalton Trumbo zugeschrieben wurde.

## Bücher (Auswahl)
- Rush to Judgment: A Critique of the Warren Commission’s Inquiry into the Murders of President John F. Kennedy, Officer J.D. Tippet and Lee Harvey Oswald, mit einer Einführung von Hugh Trevor-Roper, London: Bodley Head 1966 – Neuauflage Charlottesville, Virginia 2013
- A Citizen's Dissent: Mark Lane Replies to the defenders of the Warren Report, to the press and communications industry, to the Establishment intellectuals and commentators, and tells the often grim story of how his dissent was almost silenced, New York: Holt, Rinehart & Winston 1968
- Conversations with Americans, New York: Simon & Schuster 1970
- mit Dick Gregory, Murder in Memphis: The FBI and the Assassination of Martin Luther King, New York: Thunder’s Mouth Press 1977 – Nachdruck Charlottesville: Virginia: The Lane Group 2015
- The Strongest Poison: How I Survived the Jonestown Guyana Massacre, Elsevier-Dutton 1980; ISBN 978-0801532061
- Plausible Denial: Was the CIA Involved in the Assassination of John F. Kennedy?, New York: Thunder’s Mouth 1991; ISBN 1-560-25000-3 – Neuausgabe The Lane Group 2013; ISBN 978-1940522043 – Deutsche Übersetzung von Alfred Hans unter dem Titel Warum musste John F. Kennedy sterben? Das CIA-Komplott, Econ-Verlag, 1992, ISBN 978-3430158848
- Last Word: My Indictment of the CIA in the Murder of JFK, New York: Sky House Publishing 2013; ISBN 978-1620870709